# Thüringer Landespokal 2008/09
Der Thüringer Landespokal 2008/09 war die 19. Saison des Thüringer Landespokals im Fußball.
Das Finale fand am 26. Mai 2009 statt, bei dem sich der FC Rot-Weiß Erfurt gegen den FC Carl Zeiss Jena mit 3:2 durchsetzte und den Titel gewann. FC Rot-Weiß Erfurt qualifizierte sich damit für die erste Runde des DFB-Pokals 2009/10.

## Qualifikation und Spielmodus
Für den Thüringer Landespokal sind automatisch alle Drittliga-, Regionalliga-, Oberliga-, Thüringenliga- und Landesklassevereine Thüringens qualifiziert. Außerdem qualifizieren sich die neun Kreispokalsieger. Seit der Saison 2007/08 darf jedoch pro Verein nur noch eine Mannschaft teilnehmen.
Er wird in sechs Runden, zuzüglich einer Qualifikationsrunde, im K.-o.-System ausgetragen. Die jeweiligen Paarungen werden im Losverfahren ermittelt. Der unterklassige Verein hat (mit Ausnahme des Finals) immer Heimrecht, bei Klassengleichheit der Erstgezogene. Jede Mannschaft hat pro Runde nur ein Spiel, welches bei einem Unentschieden nach 90 Minuten verlängert und ggf. im Elfmeterschießen entschieden wird. Die Drittligisten sowie einige ausgeloste Mannschaften haben in der ersten Runde des Wettbewerbes ein Freilos.

## Vorrunde
Die Vorrunde des Thüringer Landespokals 2008/09 fand am 2., 9. und 10. August 2008 statt.
| Datum                      |                                 | Ergebnis  |                                   |
| -------------------------- | ------------------------------- | --------- | --------------------------------- |
| 02. August 2008, 14:30 Uhr | SG Traktor Teichel              | 7:2       | FC Thüringen Weida                |
| 09. August 2008, 14:30 Uhr | FSV Bad Langensalza             | 0:2       | SG FC Blau-Weiß Dachwig/Döllstädt |
| 09. August 2008, 14:30 Uhr | SG Bischleben/Möbisburg         | 1:4       | SC 1903 Weimar                    |
| 09. August 2008, 14:30 Uhr | SG Empor Buttstädt/Großbrembach | 2:3       | SSV 07 Schlotheim                 |
| 09. August 2008, 14:30 Uhr | SV EK Veilsdorf                 | 2:0       | SG Rudisleben/Arnstadt            |
| 09. August 2008, 14:30 Uhr | VfL Meiningen 04                | 2:4 n. E. | FSV 06 Eintracht Hildburghausen   |
| 09. August 2008, 14:30 Uhr | 1. Suhler SV 06                 | 6:4 n. E. | SV 08 Steinach                    |
| 09. August 2008, 14:30 Uhr | FC Motor Zeulenroda             | 5:4 n. E. | VfB 09 Pößneck                    |
| 09. August 2008, 14:30 Uhr | SG Geraberg/Elgersburg          | 0:2       | SV Germania Ilmenau               |
| 09. August 2008, 14:30 Uhr | SV Motor Altenburg              | 0:4       | 1. FC Gera 03                     |
| 09. August 2008, 14:30 Uhr | TSV Bad Blankenburg             | 3:2       | SV Schmölln 1913                  |
| 09. August 2008, 14:30 Uhr | SV Blau-Weiß 90 Neustadt (Orla) | 1:0       | Einheit Rudolstadt                |
| 09. August 2008, 14:30 Uhr | Union Mühlhausen                | 2:5 n. V. | BSV Eintracht Sondershausen       |
| 09. August 2008, 14:30 Uhr | FSV Sömmerda                    | 0:3       | 1. SC 1911 Heiligenstadt          |
| 09. August 2008, 16:00 Uhr | SV Blau Weiß Niederpöllnitz     | 5:4 n. E. | FV Gera-Süd                       |
| 10. August 2008, 14:00 Uhr | SV Normania Treffurt            | 3:5       | FSV Wacker 03 Gotha               |
| 10. August 2008, 14:00 Uhr | RSV Kaltennordheim              | 2:3       | SV Borsch 1925                    |
| 10. August 2008, 14:00 Uhr | SV Unterwellenborn              | 0:2       | SV SCHOTT Jena                    |
| 10. August 2008, 14:00 Uhr | SV Grün-Weiß Siemerodee         | 1:5       | Wacker Nordhausen                 |
| 10. August 2008, 14:30 Uhr | SV Schwarz-Weiß Fambach 09      | 0:3       | FSV Ulstertal Geisa               |
| -                          | Freilos                         | -:-       | FC Rot-Weiß Erfurt                |
| -                          | Freilos                         | -:-       | FC Carl Zeiss Jena                |
| -                          | Freilos                         | -:-       | ZFC Meuselwitz                    |
| -                          | Freilos                         | -:-       | Kraftsdorfer SV 03                |
| -                          | Freilos                         | -:-       | VfL 06 Saalfeld                   |
| -                          | Freilos                         | -:-       | SV Hermsdorf                      |
| -                          | Freilos                         | -:-       | SG Glücksbrunn Schweina           |
| -                          | Freilos                         | -:-       | 1. FC Sonneberg 04                |
| -                          | Freilos                         | -:-       | FC Schwallungen                   |
| -                          | Freilos                         | -:-       | SC Leinefelde 1912                |
| -                          | Freilos                         | -:-       | FC Gebesee 1921                   |
| -                          | Freilos                         | -:-       | FC Wartburgstadt Eisenach         |

## 2. Runde
Die 2. Runde des Thüringer Landespokals 2008/09 fand am 5., 6. und 7. September 2008 statt.
| Datum                         |                                   | Ergebnis |                             |
| ----------------------------- | --------------------------------- | -------- | --------------------------- |
| 05. September 2008, 18:00 Uhr | FC Schwallungen                   | 1:7      | FC Rot-Weiß Erfurt          |
| 06. September 2008, 14:00 Uhr | FSV 06 Eintracht Hildburghausen   | 3:1      | Kraftsdorfer SV 03          |
| 06. September 2008, 14:30 Uhr | SG Traktor Teichel                | 2:7      | 1. SC 1911 Heiligenstadt    |
| 06. September 2008, 14:30 Uhr | FC Wartburgstadt Eisenach         | 1:2      | SV Germania Ilmenau         |
| 06. September 2008, 14:30 Uhr | SG Glücksbrunn Schweina           | 1:2      | SC 1903 Weimar              |
| 06. September 2008, 14:30 Uhr | FC Motor Zeulenroda               | 2:6      | BSV Eintracht Sondershausen |
| 06. September 2008, 14:30 Uhr | TSV Bad Blankenburg               | 0:3      | Wacker Nordhausen           |
| 06. September 2008, 14:30 Uhr | SV Blau-Weiß 90 Neustadt (Orla)   | 1:2      | VfL 06 Saalfeld             |
| 06. September 2008, 14:30 Uhr | SC Leinefelde 1912                | 1:2      | SV SCHOTT Jena              |
| 06. September 2008, 14:30 Uhr | SSV Schlotheim                    | 1:2      | 1. FC Gera 03               |
| 06. September 2008, 16:00 Uhr | SV EK Veilsdorf                   | 3:1      | 1. Suhler SV 06             |
| 06. September 2008, 16:00 Uhr | SV Borsch 1925                    | 2:0      | FSV Ulstertal Geisa         |
| 07. September 2008, 13:00 Uhr | FSV Wacker 03 Gotha               | 0:4      | FC Carl Zeiss Jena          |
| 07. September 2008, 14:00 Uhr | SV Hermsdorf                      | 1:0      | SV Blau Weiß Niederpöllnitz |
| 07. September 2008, 14:00 Uhr | FC Gebesee 1921                   | 2:3      | 1. FC Sonneberg 04          |
| 07. September 2008, 14:00 Uhr | SG FC Blau-Weiß Dachwig/Döllstädt | 1:5      | ZFC Meuselwitz              |

## Achtelfinale
Das Achtelfinale fand am 11. und 12. Oktober 2008 statt.
| Datum                       |                                 | Ergebnis  |                             |
| --------------------------- | ------------------------------- | --------- | --------------------------- |
| 11. Oktober 2008, 14:00 Uhr | SV Hermsdorf                    | 0:3       | BSV Eintracht Sondershausen |
| 11. Oktober 2008, 14:00 Uhr | VfL 06 Saalfeld                 | 0:6       | ZFC Meuselwitz              |
| 11. Oktober 2008, 14:00 Uhr | FSV 06 Eintracht Hildburghausen | 0:2       | Wacker Nordhausen           |
| 11. Oktober 2008, 14:00 Uhr | 1. FC Sonneberg 04              | 2:4       | SC 1903 Weimar              |
| 11. Oktober 2008, 14:00 Uhr | SV Germania Ilmenau             | 0:1       | 1. SC 1911 Heiligenstadt    |
| 11. Oktober 2008, 14:00 Uhr | SV Borsch 1925                  | 0:6       | FC Carl Zeiss Jena          |
| 12. Oktober 2008, 13:00 Uhr | 1. FC Gera 03                   | 0:2       | FC Rot-Weiß Erfurt          |
| 12. Oktober 2008, 14:00 Uhr | SV EK Veilsdorf                 | 7:5 n. E. | SV SCHOTT Jena              |

## Viertelfinale
Die Partien des Viertelfinals fanden am 28. März 2009 und 3., 4. und 10. April 2009 statt.
| Datum                     |                             | Ergebnis  |                          |
| ------------------------- | --------------------------- | --------- | ------------------------ |
| 28. März 2009, 14:00 Uhr  | BSV Eintracht Sondershausen | 6:7 n. E. | SC 1903 Weimar           |
| 3. April 2009, 17:00 Uhr  | Wacker Nordhausen           | 0:5       | FC Rot-Weiß Erfurt       |
| 4. April 2009, 14:00 Uhr  | ZFC Meuselwitz              | 2:6       | FC Carl Zeiss Jena       |
| 10. April 2009, 14:00 Uhr | SV EK Veilsdorf             | 3:4 n. E. | 1. SC 1911 Heiligenstadt |

## Halbfinale
Die Partien des Halbfinales fanden am 28. April 2009 statt.
| Datum                     |                          | Ergebnis |                    |
| ------------------------- | ------------------------ | -------- | ------------------ |
| 28. April 2009, 18:00 Uhr | 1. SC 1911 Heiligenstadt | 0:2      | FC Carl Zeiss Jena |
| 28. April 2009, 19:30 Uhr | FC Rot-Weiß Erfurt       | 4:0      | SC 1903 Weimar     |

## Finale
Das Finale des Thüringer Landespokals fand am 26. Mai 2009 im Steigerwaldstadion in Erfurt statt.
| FC Rot-Weiß Erfurt                                   | FC Rot-Weiß Erfurt | FC Carl Zeiss Jena | FC Carl Zeiss Jena |
| ---------------------------------------------------- | --- | --- | ------------------ |
| FC Rot-Weiß Erfurt                                   | \| 26. Mai 2009 um 20:00 in Erfurt (Steigerwaldstadion) \| \| Ergebnis: 3:2 (0:1) \| \| Zuschauer: 10.556 \| \| Schiedsrichter: Tino Henkel \| | \| 26. Mai 2009 um 20:00 in Erfurt (Steigerwaldstadion) \| \| Ergebnis: 3:2 (0:1) \| \| Zuschauer: 10.556 \| \| Schiedsrichter: Tino Henkel \|                                                                                          | FC Carl Zeiss Jena |
| FC Rot-Weiß Erfurt                                   | Dirk Orlishausen – Bastian Pinske, Jens Möckel, Martin Pohl (46. Christopher Handke), Fabian Stenzel – Şamil Çinaz, Alexander Schnetzler, Matthias Peßolat (54. Massimo Cannizzaro), Martin Hauswald (66. Tino Semmer), Thiago Rockenbach – Chhunly Pagenburg Cheftrainer: Henri Fuchs | Carsten Nulle – Ralf Schmidt, Tim Petersen, Marco Riemer , Tim Wuttke – Naoya Kikuchi, René Eckardt (78. Lars Fuchs), Carsten Sträßer, Torsten Ziegner – André Schembri (68. Exaucé Mayombo) Sebastian Hähnge Cheftrainer: Marc Fascher | FC Carl Zeiss Jena |
| FC Rot-Weiß Erfurt                                   | 1:2 Rockenbach (74.) 2:2 Pagenburg (78.) 3:2 Semmer (84.) | 0:1 Schembri (3.) 0:2 Schmidt (51.) | FC Carl Zeiss Jena |
| FC Rot-Weiß Erfurt                                   | Rockenbach, Peßolat | Ziegner, Schmidt, Wuttke, Kikuchi | FC Carl Zeiss Jena |
| 26. Mai 2009 um 20:00 in Erfurt (Steigerwaldstadion) | | |                    |
| Ergebnis: 3:2 (0:1)                                  | | |                    |
| Zuschauer: 10.556                                    | | |                    |
| Schiedsrichter: Tino Henkel                          | | |                    |